# Сёстры подражания Христу
Сёстры подражания Христу, другой вариант названия — Вифанийские сёстры (англ.  Sisters of the Imitation of Christ, Bethany Sisters, SIC) — католическая женская монашеская конгрегация Сиро-малабарской католической церкви.

## История
Конгрегация была основана в Сиро-яковитской православной церкви яковитским священником Георгием Паникаром. Между 1915 и 1920 годами женщины, стремившиеся жить монашеской жизнью и вдохновлённые деятельностью мужского Вифанийского ашрама, основали женскую монашескую общину. Устав для этой женской конгрегации на основе правила святого Василия Великого написала англиканская монахиня Эдит Лэндридж из конгрегации Оксфордских сестёр богоявления. Монахини поселились в Керале и первые монашеские обеты были принесены в 1925 году.
В 1930 году Георгий Паникар присоединился к Католической церкви вместе со своими последователями. В 1932 году он стал католическим епископом с именем Гивергис Мар Иваниос и в этом же году был назначен Святым Престолом епископом епископом Тривандрума. После присоединения к Католической церкви Святой Престол признал обеты, принесённые монахинями.
6 августа 1956 года после визита общины кардиналом Эженом Тиссераном Святой Престол одобрил деятельность конгрегации, присвоив её понтификальный статус. 17 мая 1959 года был утверждён устав конгрегации.

## В настоящее время
Монахини занимаются экуменической деятельность и воспитанием молодёжи. На конец 2011 года конгрегация объединяла 840 монахинь, проживавших в 180 монашеских общинах. Кроме Индии, конгрегация действует в Эфиопии, Южной Африке, Израиле, США, Германии, Италии и Швейцарии.
Генеральный дом конгрегации находится в районе Вадаватхур города Коттаям.

## Источник
- Annuario Pontificio, Libreria Editrice Vaticana, Città del Vaticano, 2003, стр. 1461, ISBN 88-209-7422-3
- Annuario pontificio, Libreria Editrice Vaticana, Città del Vaticano, 2013, стр. 1673, ISBN 978-88-209-9070-1.